# Великий Козинаць
45°21′ пн. ш. 15°31′ сх. д. / 45.35° пн. ш. 15.52° сх. д.
Великий Козинаць (хорв. Veliki Kozinac) — населений пункт у Хорватії, у Карловацькій жупанії у складі громади Барилович.

## Населення
Населення за даними перепису 2011 року становило 32 осіб.
Динаміка чисельності населення поселення: